# Haute Soule : forêt d'Iraty, Orgambidexka et Pic des Escaliers
Haute Soule : forêt d'Iraty, Orgambidexka et Pic des Escaliers este o arie protejată (arie de protecție specială avifaunistică — SPA) din Franța întinsă pe o suprafață de 5.584 ha, integral pe uscat.

## Localizare
Centrul sitului Haute Soule : forêt d'Iraty, Orgambidexka et Pic des Escaliers este situat la coordonatele 43°02′24″N 1°03′23″W / 43.03997°N 1.05626°V.

## Înființare
Situl Haute Soule : forêt d'Iraty, Orgambidexka et Pic des Escaliers a fost declarat arie de protecție specială avifaunistică în baza directivei 79/409 din 1979 referitoare la conservarea păsărilor sălbatice pentru a proteja 36 de specii de animale.

## Biodiversitate
Situată în ecoregiunile alpină și atlantică, aria protejată nu include niciun habitat protejat.
La baza desemnării sitului se află mai multe specii protejate de  păsări (36): minunița (Aegolius funereus), pescăruș albastru (Alcedo atthis), fâsă-de-câmp (Anthus campestris), acvilă de munte (Aquila chrysaetos), buha (Bubo bubo), barză albă (Ciconia ciconia), barză neagră (Ciconia nigra), șerpar (Circaetus gallicus), erete de stuf (Circus aeruginosus), erete vânăt (Circus cyaneus), erete cenușiu (Circus pygargus), porumbel de scorbură (Columba oenas), porumbel gulerat (Columba palumbus), ciocănitoare cu spate alb (Dendrocopos leucotos), ciocănitoarea de stejar (Dendrocopos medius), ciocănitoare neagră (Dryocopus martius), presură de grădină (Emberiza hortulana), șoim de iarnă (Falco columbarius), Falco eleonorae, șoim călător (Falco peregrinus), cocor (Grus grus), zăgan (Gypaetus barbatus), vulturul pleșuv sur (Gyps fulvus), acvilă pitică (Hieraaetus pennatus), sfrâncioc roșiatic (Lanius collurio), ciocârlie de pădure (Lullula arborea), gaia neagră (Milvus migrans), gaia roșie (Milvus milvus), vultur egiptean (Neophron percnopterus), vultur pescar (Pandion haliaetus), Perdix perdix hispaniensis, viespar (Pernis apivorus), cormoran mare (Phalacrocorax carbo), Pyrrhocorax pyrrhocorax,  cocoș de munte (Tetrao urogallus), nagâț (Vanellus vanellus).
Pe lângă speciile protejate, pe teritoriul sitului au mai fost identificate 19 specii de păsări.